# Роздольна (Юргамиський район)
Роздо́льна (рос. Раздольная) — присілок у складі Юргамиського району Курганської області, Росія. Входить до складу Красноуральської сільської ради.
Населення — 132 особи (2010, 129 у 2002).